# Josh Hamilton (ator)
Joshua Cole Hamilton (Nova Iorque, 9 de junho de 1969) é um ator norte americano.
Hamilton nasceu em Nova York. Filho dos atores Dan Hamilton e Sandra Kingsbury. Seus créditos na Broadway incluem Prova e The Coast of Utopia (2007, Lincoln Center).

## Filmografia
- The Walking Dead (2021) - Lance Hornsby
- 13 Reasons Why (2017) - Matt Jensen
- Dark Skies (2013) - Daniel Barrett
- The Stare (2012) - Raymond
- Louie (2010) - Jeff
- Tonight at Noon (2009)
- Away We Go (2009) - Roderick
- Broken English (2007) - Charlie Ross
- Outsourced (2006)
- Diggers (2006)
- The F Word - Joe Pace (2005)
- Absolutely Fabulous especial: "Gay" - Serge (2002)
- Ice Age (2002) (voz) - Dodo / Aardvark
- On Line (2002) - John Roth
- The Bourne Identity (2002) - Research Tech
- Third Watch (2001) (série de TV)
- Urbania (2000) - Matt
- Freak Talks About Sex (1999)
- The '60s (1999) - Michael
- Drive, She Said (1997) - Tass
- The House of Yes (1997) - Marty
- The Proprietor (1996) - William O'Hara
- Don't Look Back (1996) - Steve
- Kicking and Screaming (1995) - Grover
- With Honors (1994) - Jeffrey Hawkes
- Vivos - Roberto Canessa
- Abby, My Love (1991) (Especial de depois da escola) - Daytime Emmy papel vencedor